# Jorge Cuenca
 (décembre 2018).
Si vous disposez d'ouvrages ou d'articles de référence ou si vous connaissez des sites web de qualité traitant du thème abordé ici, merci de compléter l'article en donnant les références utiles à sa vérifiabilité et en les liant à la section « Notes et références ».
Jorge Cuenca Barreno, né le 17 novembre 1999 à Madrid, est un footballeur espagnol qui évolue au poste de défenseur central au Fulham FC.

## Carrière
Jorge Cuenca est un défenseur central gaucher qui commence le football à la Escuela Deportiva Municipal San Blas. Il rejoint ensuite l'école de football de l'AFE.
Il est recruté par l'AD Alcorcón pour jouer avec les juniors. Lors de la saison 2016-2017, Jorge Cuenca joue cinq matches de deuxième division espagnole avec l'équipe première d'Alcorcón. 
En juillet 2017, il signe avec le FC Barcelone pour jouer avec l'équipe réserve qui évolue en deuxième division. Avec la réserve du Barça, il joue 23 matchs en deuxième division espagnole.
Le 31 octobre 2018, Jorge Cuenca débute avec l'équipe première du FC Barcelone lors d'un match de Coupe d'Espagne face à la Cultural Leonesa (victoire 1-0).

## Palmarès

### En club
- Villarreal CF
  - Finaliste de la Supercoupe de l'UEFA en 2021